# Čagan Temür
Čagan Temür († 6. července 1362) byl mongolský vojevůdce říše Jüan. V 50. letech 14. století se vypracoval z řadového příslušníka lokální elity na velitele nejsilnější armády severní Číny. Jeho moc, fakticky nezávislá na jüanské vládě, sahala od Šan-tungu přes Che-nan a Šan-si až do Šen-si. Roku 1362 byl zavražděn podřízenými generály.

## Život
Čagan Temür pocházel z Che-nanu z mongolské rodiny usazené zde při dobývání země za vlády chána Ögedeje. Obdržel klasické konfuciánské vzdělání, ale více se věnoval lovu a pěstování vojenských ctností společně s místními pány a stal se vůdcem skupiny podobných bohatýrů, jeden z nich – syn malého úředníka Li S'-čchi – se také stal významným vojevůdcem.
Do roku 1355 byl bezvýznamný, poté s vzestupem bojů v souvislosti s povstáním rudých turbanů stoupal i jeho věhlas. Do poloviny roku 1357 Čagan Temür a Li S’-čchi spolupracovali s Daš Badulugem, který se stal poloautonomním pánem Che-nanu. Rozsáhlé útoky povstalecké říše Sung z roku 1357 vyústily následující léto v dobytí Kchaj-fengu a pád Daš Baduluga. Když povstalci následně zaútočili na údolí řeky Wej v jižní části Šen-si, místní jüanské úřady uvítaly Čagana a Liho s jejich vojsky. Dvůr jim udělil tituly a přikázal vypudit rebely z údolí řeky Wej. Oba si s bojem proti rebelům současně podřizovali místní úřady a domobranu. Do konce roku 1358 tak Čagan ovládl i údolí řeky Fen v Šan-si. Dvůr (ve snaze zachovat si zdání kontroly nad situací) uznal jeho panství nad Che-nanem a Šan-si a udělil mu přiměřené hodnosti.

Čína roku 1358

Čagan měl řadu nepřátel, proto pro něj mělo vybudování spolehlivých pozic v regionech prvořadou důležitost. Z tohoto důvodu při budování oddané vojenské i civilní správy v Severočínské nížině sledoval své zájmy i za cenu nerespektování příkazů dvora, Roku 1359 dokonce v Che-nanu vypsal i vlastní úřednické zkoušky.
V září 1359 vyhnal sungské rebely z Kchaj-fengu. Jüanská vláda na jeho vzestup reagovala podporou Boloda Temüra, syna a dědice Daš Baduluga, který měl vlastní mocenskou základnu v Che-peji a severním Šan-si. Přikázala Čaganovi odevzdat Bolodovi centrální Šan-si, důležitou pro zásobování vojsk. Čagan se úspěšně vzepřel (na rozdíl od Togty roku 1355) a dvůr i Bolod ustoupili.
Nato Čagan zaměřil svou pozornost na Šan-tung. Tchien Feng a Wang Š’-čcheng, jüanští generálové dislokovaní v Ťi-ningu v jihozápadním Šan-tungu na kterých závisela obrana provincie, se začátkem roku 1361 vzdali Sungům. Později téhož roku přijali nabídku amnestie od Čagana a podrobili se jeho velení. V létě 1362 se však opět spojili s rebely, které tou dobou Čagan obléhal v I-tu, prefekturním městě východně od provinční metropole Ťi-nan. Poté, co Čagan dobyl Ťi-nan, zavraždili ho s odůvodněním, že nehájí zájmy dynastie Jüan, načež se přidali k rebelům. Čaganovu smrt přijal dvůr s uspokojením, třebaže veřejně jeho ztráty želel.
Jeho civilní i vojenské posty převzal synovec Kökö Temür. Nicméně vražda přinesla zmatek do severní Číny a vrhla zpět její politické sjednocování. Jednotný sever pod Čaganem by mohl zabránit Ču Jüan-čangovi plně využít porážky říše Chan a tedy snad i zabránit sjednocení Číny pod Čuem a zachovat ji rozdrobenou s regionálními vládci formálně uznávajícími svrchovanost jüanského císaře.